# Garganta de la Yedra
La garganta de la Yedra es un curso de agua de la península ibérica, afluente del Alberche, perteneciente a la cuenca hidrográfica del Tajo.
El río, que nace en las estribaciones más orientales de la sierra de Gredos, discurre enteramente por la provincia española de Ávila.
En su cabecera se presentan derrubios ordenados. También en su cabecera se encuentra el castañar de El Tiemblo, con un ejemplar de Castanea sativa centenario. Su parte baja queda ocupada por formaciones superficiales fluviales.